# 王弘 (西汉)
王弘（?—?），西汉魏郡元城（今河北大名东）人。

## 生平
父亲王贺为绣衣直指御史，他是王贺的小儿子，哥哥王禁之女王政君后为汉元帝皇后。前49年，汉元帝即位，立刘骜为太子，以刘骜母妃王政君为婕妤，封王禁为阳平侯。三日后，婕妤王政君立为皇后，王禁位特进，王弘官至长乐卫尉。前42年（永光二年），王禁薨，谥顷侯。王弘是王音的父亲，前22年，王音任大司马。

## 家族
- 父亲：王贺
- 母亲：□氏
- 大哥：王禁
- 妻子：□氏
- 长子：王音，儿媳：□氏